# تاراس دوراي
تاراس دوراي (بالأوكرانية: Тарас Богданович Дурай)‏ هو لاعب كرة قدم أوكراني في مركز الدفاع، ولد في 31 يوليو 1984 في ترنوبل في أوكرانيا. لعب مع زوريا لوهانسك ونادي بلشينا بوبرويسك ونادي غوميل ونادي فولين لوتسك ونيفا ترنوبل ونيمان غرودنو.

## وصلات خارجية
- تاراس دوراي على موقع اتحاد أوكرانيا (الإنجليزية)
- تاراس دوراي على موقع قاعدة بيانات كرة القدم.إي يو (الإنجليزية)
- تاراس دوراي على موقع Soccerway.com (الإنجليزية)